# Шляхове (Подільський район)
Шляхове́ — село Піщанської сільської громади у Подільському районі Одеської області України.
Розташоване за 20 км від міста Балта. На півдні межує з селом Шумилове, на сході з селом Ракулове, на півночі з селом Піщана та на заході з селом Крижовлин.

## Історія
Засновано наприкінці 18 століття на шляху з Умані до Одеси. За адміністративними поділами — з 16 сторіччя Брацлавський повіт, з 19 сторіччя Балтський повіт, 20 сторіччя Балтський район.
Під час організованого радянською владою Голодомору 1932—1933 років померло щонайменше 14 жителів села.
12 червня 2020 року, відповідно до Розпорядження Кабінету Міністрів України від № 724-р «Про визначення адміністративних центрів та затвердження територій територіальних громад Одеської області», увійшло до складу Піщанської сільської територіальної громади.
19 липня 2020 року, в результаті адміністративно-територіальної реформи і ліквідації Балтського району, село увійшло до складу новоутвореного Подільського району.

## Населення
Згідно з переписом 1989 року населення села становило 607 осіб, з яких 247 чоловіків та 360 жінок.
За переписом населення 2001 року в селі мешкало 526 осіб.

### Мова
Розподіл населення за рідною мовою за даними перепису 2001 року:
| Мова       | Відсоток |
| ---------- | -------- |
| українська | 96,01 %  |
| румунська  | 2,47 %   |
| російська  | 1,33 %   |
| білоруська | 0,19 %   |

## Визначні пам'ятки
Церква Різдва Богородиці, храм засновано у 1754 році. Була спалена татарами в 1769 році. Каплиця на її місці збудована в 1773. Нова цегляна церква Різдва Богородиці збудована в 1834–1851 роках, в 1883 збудовано новий іконостас. Церква не збереглась.
Поблизу села знайдені поселення трипільської культури.
В селі проживає з родиною Кочетов Олексій Анатолійович — старший сержант Збройних сил України, учасник російсько-української війни.